# Рут Діас
Рут Діас (ісп. Ruth Díaz Muriedas; 26 січня 1975, Рейноса, Іспанія) — іспанська акторка театру і кіно, кінорежисерка. 
Закінчила Вищу королівську школу драматичного мистецтва.

## Вибіркова фільмографія
- Славний і теплий (2005)
- Терплячий (2016)
- 13 екзорцизмів (2022)

1. ↑  Person Profile // Internet Movie Database — 1990.